# Канаклейка
Канакле́йка (рос. Канаклейка, ерз. Канаклей) — присілок у складі Ардатовського району Мордовії, Росія. Входить до складу Каласевського сільського поселення.

## Населення
Населення — 217 осіб (2010; 327 у 2002).
Національний склад (станом на 2002 рік):
- ерзяни — 91 %